# Журавлина
Журавлина (Oxycoccus — від грец. oxys — кислий, coccos — кулька) — таксон вічнозелених рослин родини вересових (Ericaceae). Деякі дослідники класифікують журавлину як родину брусничних (лат. Vacciniaceae), виокремлену з родини вересових.

## Етимологія

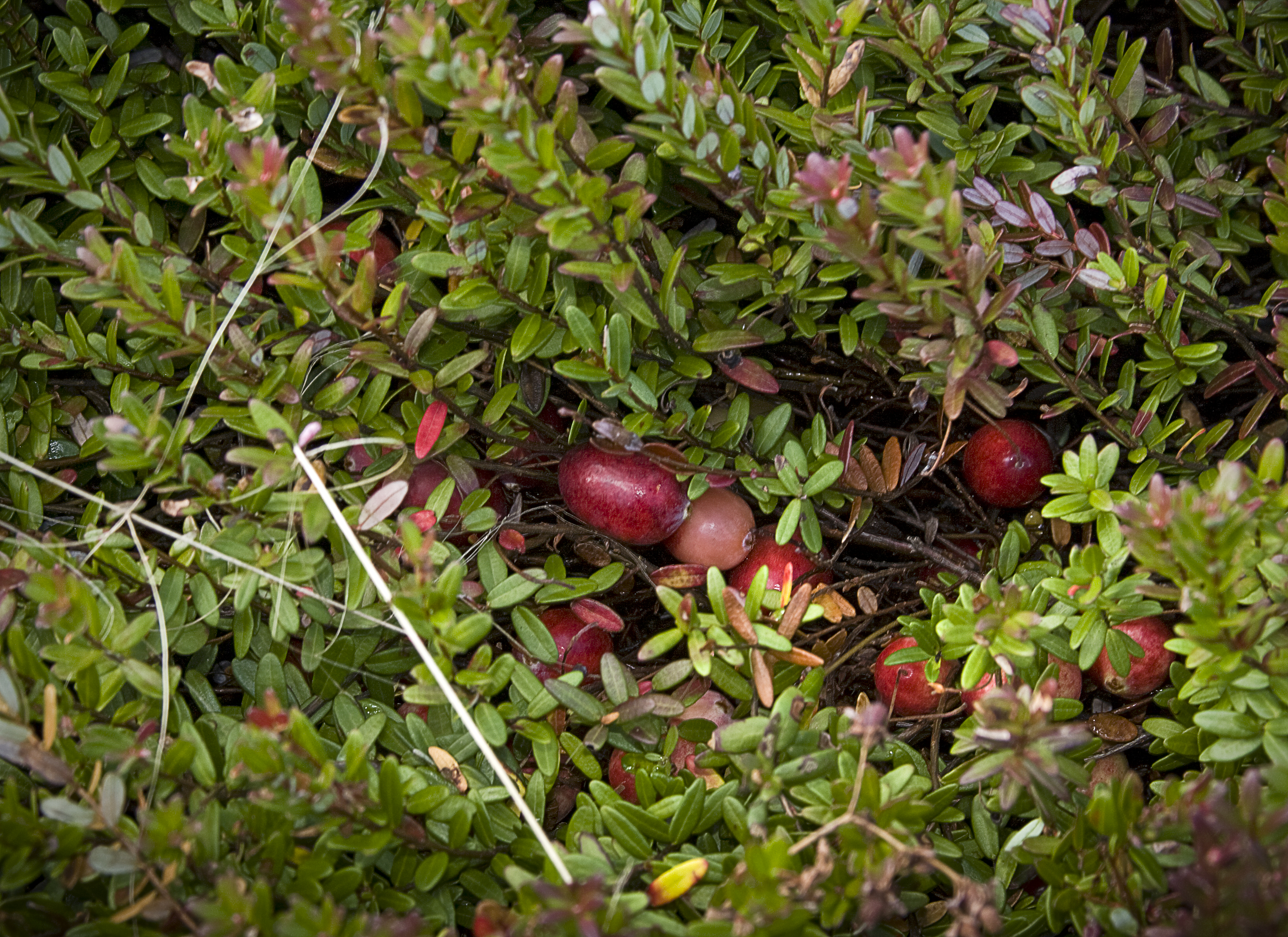
Чагарнички журавлини

Англійською рослина називається cranberry: від англ. berry — «ягода», і англ. crane — «журавель». Під вагою квітки журавлини нахиляються, нагадуючи нахилену шию журавля. Звідси українська назва цієї ягоди — «журавлина».

## Систематика
Систематика родини брусничних є досить складною і часто переглядалася. Деякі дослідники родину брусничних об'єднують з родиною вересових, інші вважають самостійною. Зокрема, журавлина (oxycoccus) деякими дослідниками виділялася в окремий рід. До нього входять чотири, іноді п'ять видів. Згідно з класифікацією Холла та Алдерса на основі вивчення хромосомних чисел, таксон Oxycoccus, разом з чотирма іншими: Batodendron, Polyodium, Herpothamnus, Cyanococcus виділені з роду Vaccinium в окремі роди. Інші ботаніки, зокрема Редер, розглядають Oxycoccus як підрід роду Vaccinium.

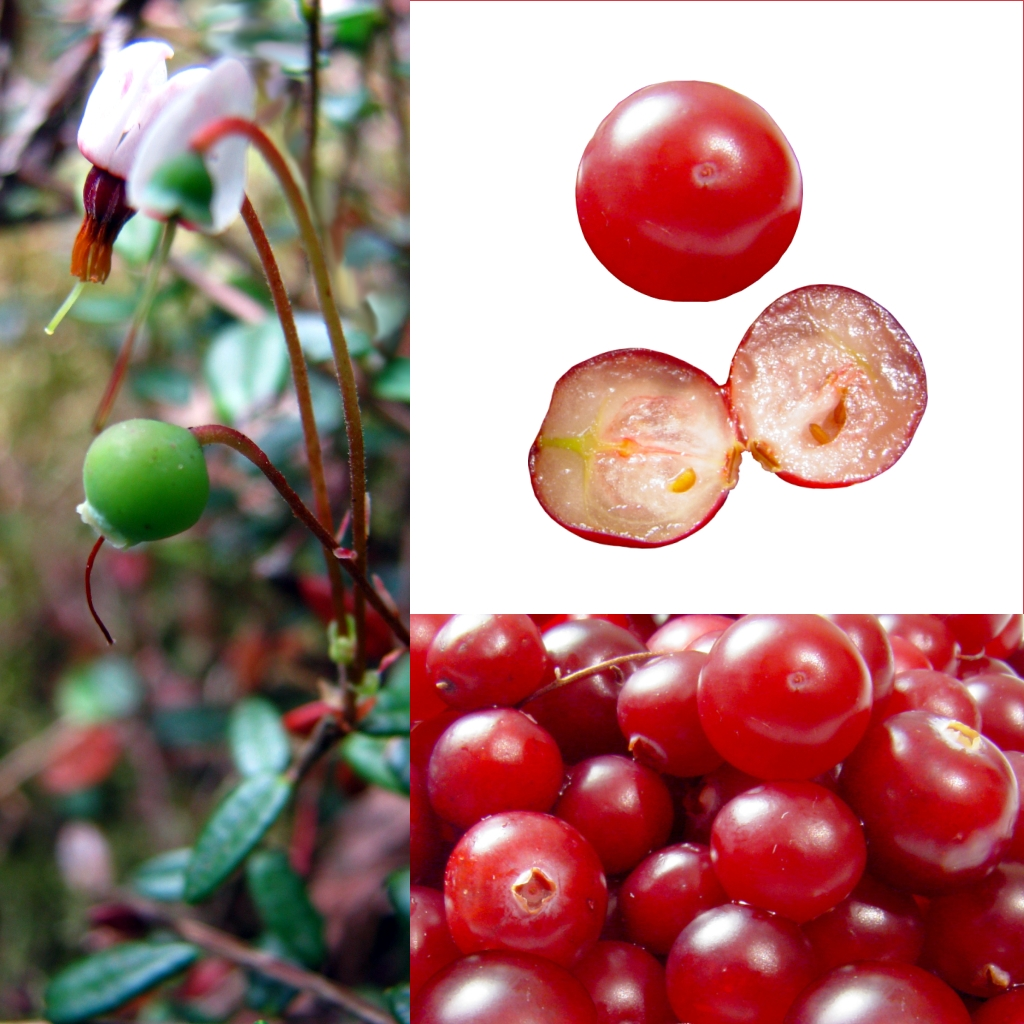
Квіти, зелені та стиглі ягоди журавлини

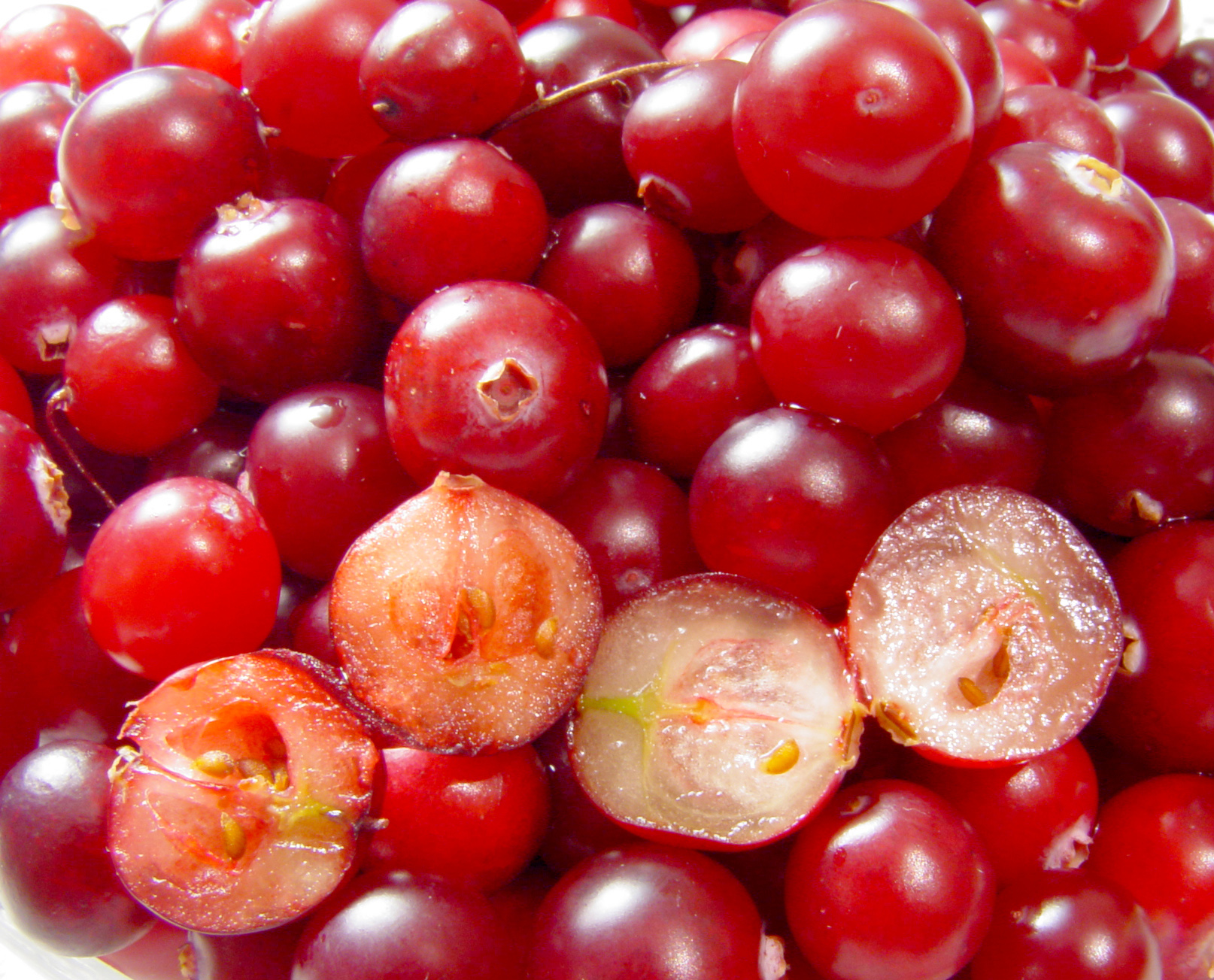
Ягоди журавлини

## Загальна біоморфологічна характеристика
Стебла тонкі, сланкі. Листки яйцеподібно-ланцетні або яйцеподібні, зверху темно-зелені, знизу сизо-зелені, функціонують 2-3 вегетаційні періоди. Квітки пониклі, на довгих квітконіжках. Плід — темно-червона ягода.

## Поширення та екологія
Всі види дико ростуть у помірній зоні Північної півкулі. Поширені у лісовому поясі, лісотундрі та тундрі Європи, Азії, Північної Америки. Росте журавлина у заболочених соснових та мішаних лісах, на оліготрофних і мезотрофних болотах. Рослина світлолюбна.

## Журавлина в Україні
В Україні зростає 2 види: журавлина звичайна, або болотяна (Oxycoccus palustris) й журавлина дрібноплода (Oxycoccus microcarpus). Росте на мохових болотах, у мокрих соснових та сосново-березових лісах, здебільшого на Поліссі. Найпоширеніша й має господарське значення журавлина звичайна. Журавлина дрібноплода занесена до Червоної книги України. Розпочато впровадження в культуру Журавлини великоплідної (Vaccinium macrocarpon), яку здавна вирощують у промислових масштабах в Північній Америці. Дослідні насадження різних сортів Журавлини великоплодої створено на вироблених торфовищах біля сіл Вербівка Рівненської області та Секунь Волинської області.

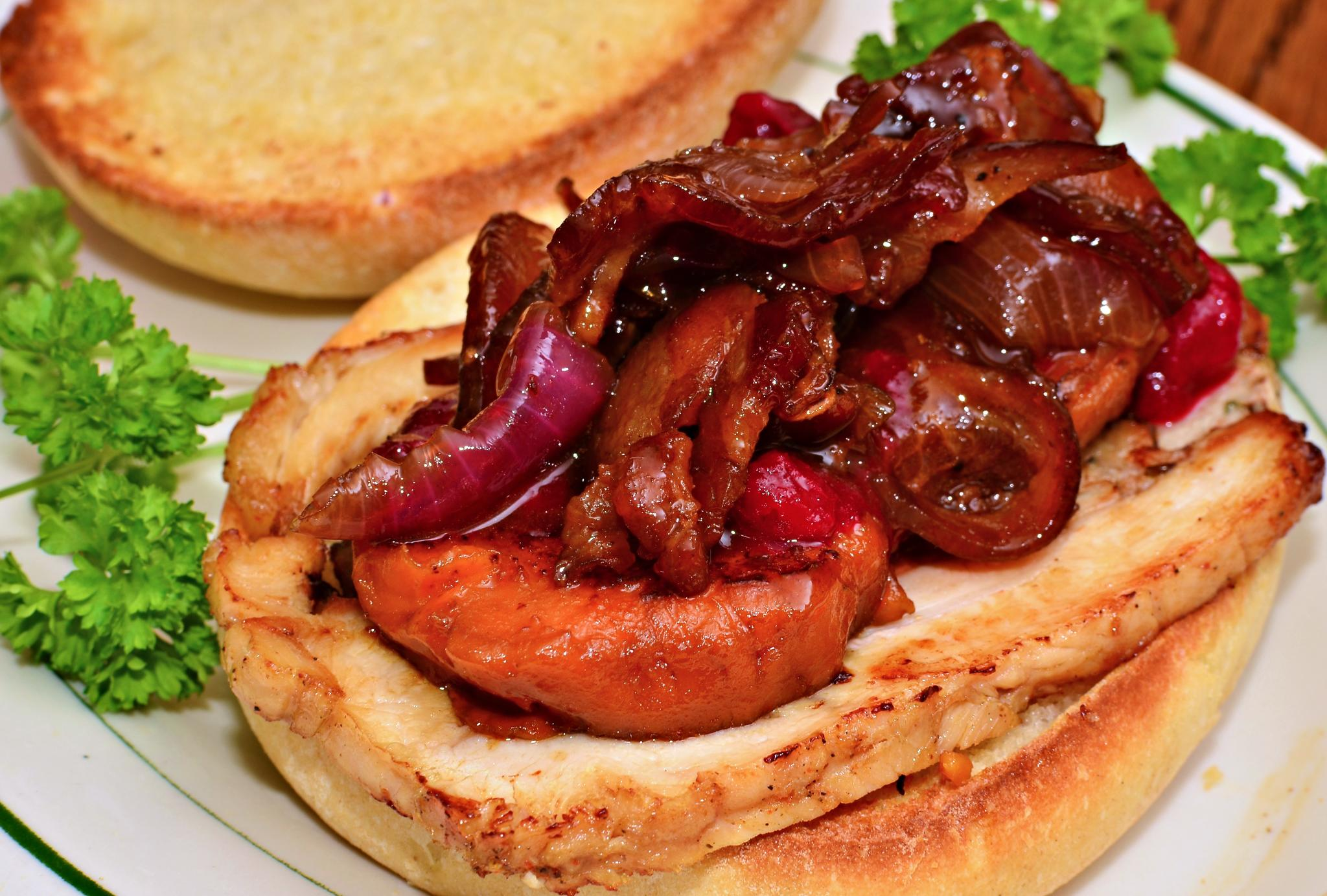
Індичка і солодка картопля з цукатами і беконом під журавлиновим соусом

## Використання
Це чи не єдина ягода, яка зберігається у свіжому вигляді від урожаю до урожаю та ще й без втрат вітамінів та інших цілющих речовин.
Ще в XVI столітті цілющі властивості журавлини використовували індіанці. Мореплавці багатьох країн брали ягоди в далекі морські подорожі як ліки проти цинги та інших захворювань. В роки громадянської війни Півночі та Півдня Америки, генерал Грант наказав ввести сік журавлини до армійського раціону як напій, що зміцнює здоров'я, поліпшує самопочуття.
Кисло-солодкий журавлинний соус чи журавлинне желе є складовою кулінарних традицій корінних американців. Індичка, кукурудза, гарбуз і журавлиновий соус — символи Дня Подяки.

### Лікувальні властивості

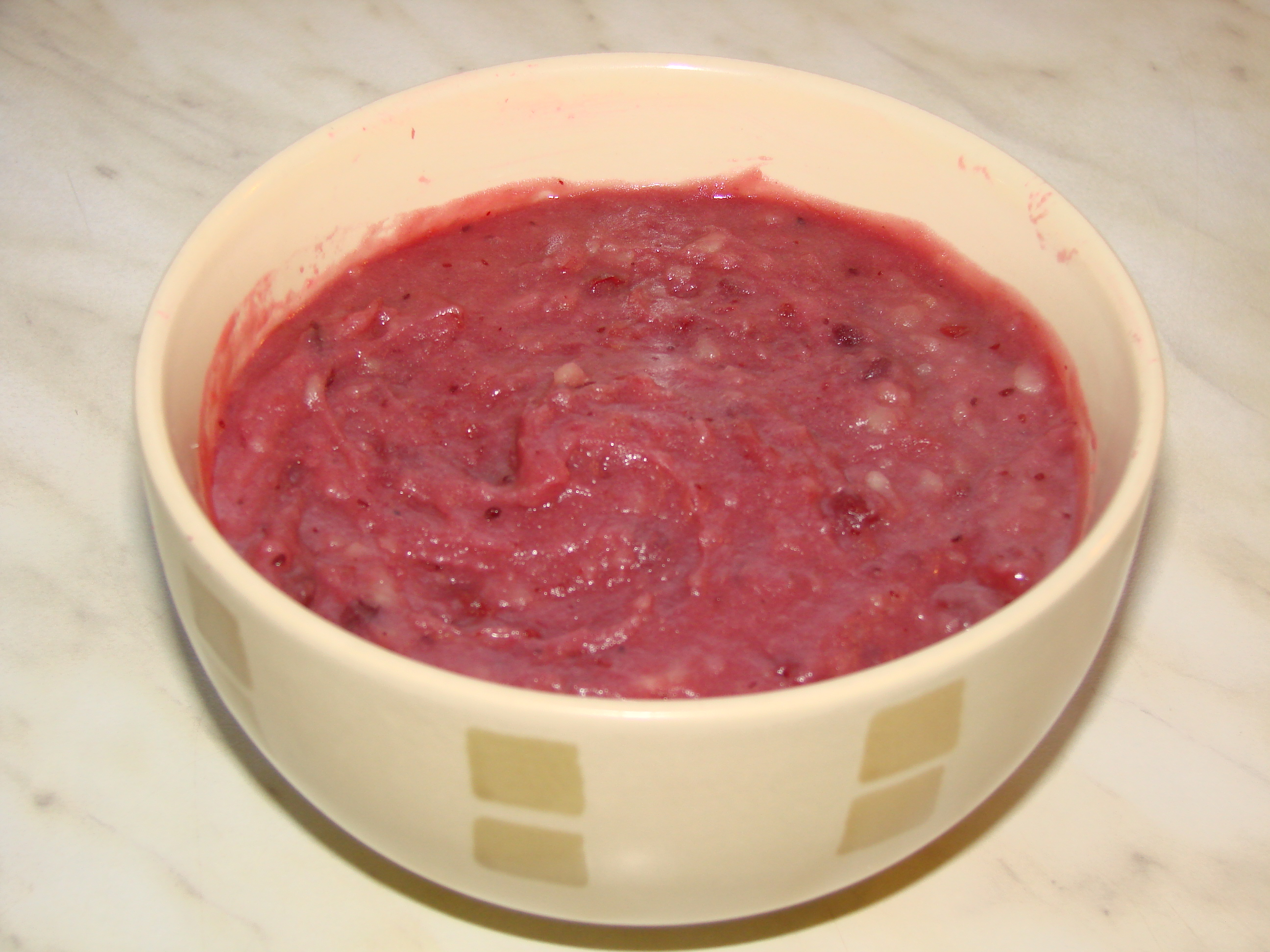
Картопляне пюре з журавлиною

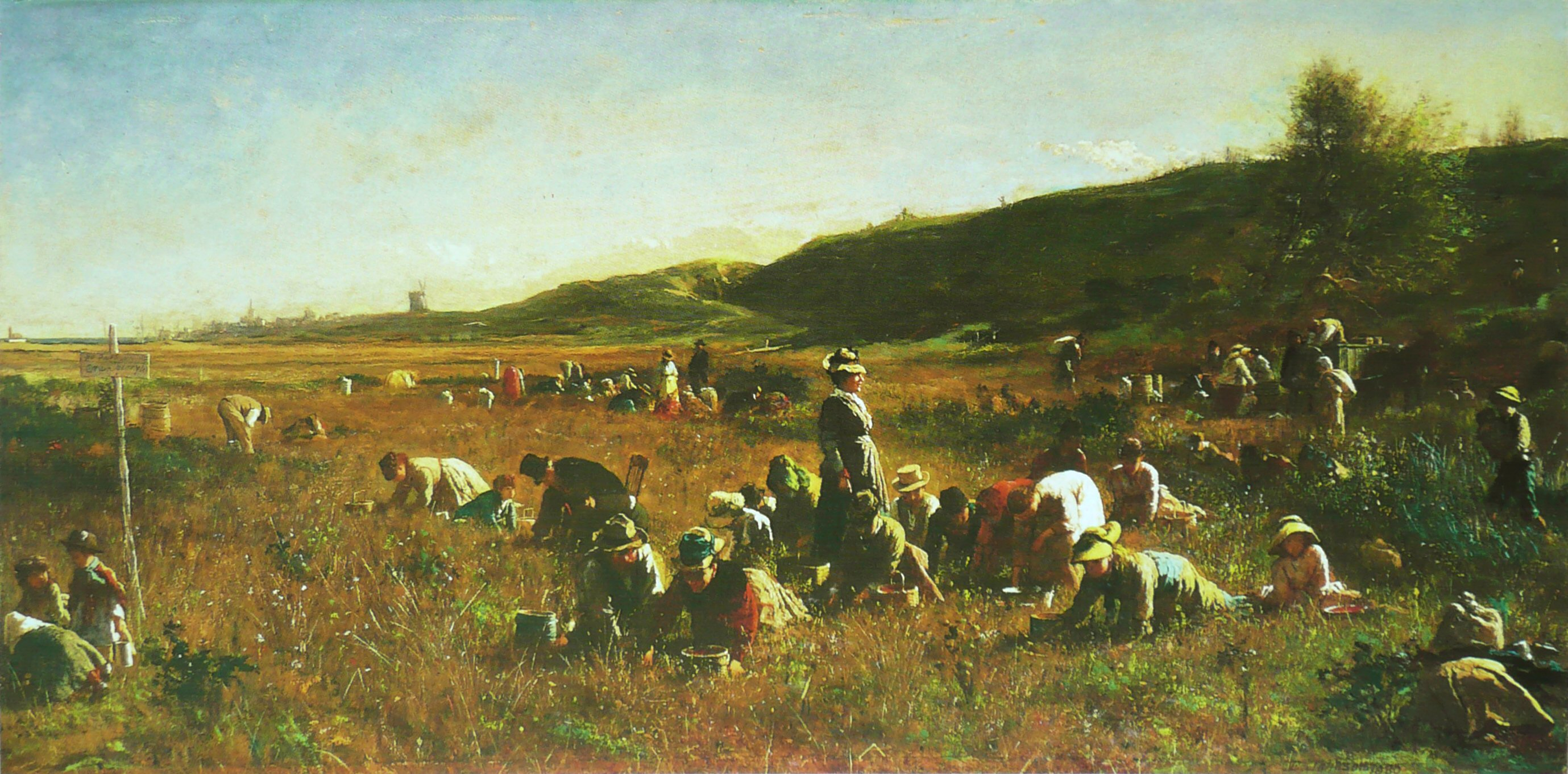
Збирання журавлини на острові Нантакет, 1880 р.

Ягоди журавлини містять велику кількість антиоксидантів — речовин, здатних нейтралізувати в організмі шкідливу дію вільних радикалів. Крім того, щоденне споживання склянки журавлинового соку або сиропу позбавляє від «шкідливого холестерину», та піднімає рівень «сприятливого холестерину» високої густини.
Свіжі ягоди, а також сік, морс, сироп, кисіль, варення і повидло з журавлини стимулюють виділення шлункового соку. Тому їх часто використовують для лікування гастритів з пониженою кислотністю і при запаленні підшлункової залози. Вони попереджують утворення каміння у нирках.
Журавлиновий сік використовують як засіб для лікування багатьох хвороб, у тому числі респіраторних захворювань та грипу. Він знімає жар, виводить шлаки і посилює дію ліків (антибіотиків і сульфаніламідів) у декілька разів, тому корисно запивати ці ліки журавлиновим соком. Журавлина — чемпіон за вмістом таніну. Він має здатність збирати в організмі різні хвороботворні бактерії і виводить їх назовні.

### Склад
У журавлині містяться такі важливі мікроелементи як фосфор, калій, кальцій, марганець, залізо, кобальт та йод. У великій кількості в ягодах містяться вітаміни C (30 мг) та P (0,1 мг), а також вітаміни B1 (0,03 мг) та B2 (0,02 мг). У журавлині багато урсолової кислоти, яка генетично і за структурою близька до багатьох фізіологічно важливих гормонів.
Найважливішими компонентами журавлини є органічні кислоти (2-5 %) та цукри (3-4 %). Основними кислотами є яблучна, хінінова та лимонна (2,4-3,3 %). Особлива роль належить бензойній кислоті, яка володіє антисептичними властивостями. Цукри представлені в основному глюкозою (2,4 %) та фруктозою (0,3 %). Крім того, в ягодах міститься пектин (0,7-1 %).
Ця рослина — також гарний медонос.
Журавлина широко застосовується як декоративна рослина. Вона довговічна (при правильному догляді росте на одному місці понад 30 років) і може використовуватися як ґрунтопокривний і шпалерний матеріал у вересових садах і на альпійських гірках, для облямівки водойм, створення декоративних плям на газоні.
Раніше ця ягода вважалась жіночою рослиною. В Україні її приносили вагітній у подарунок для доброго виношування плоду.

## Вирощування

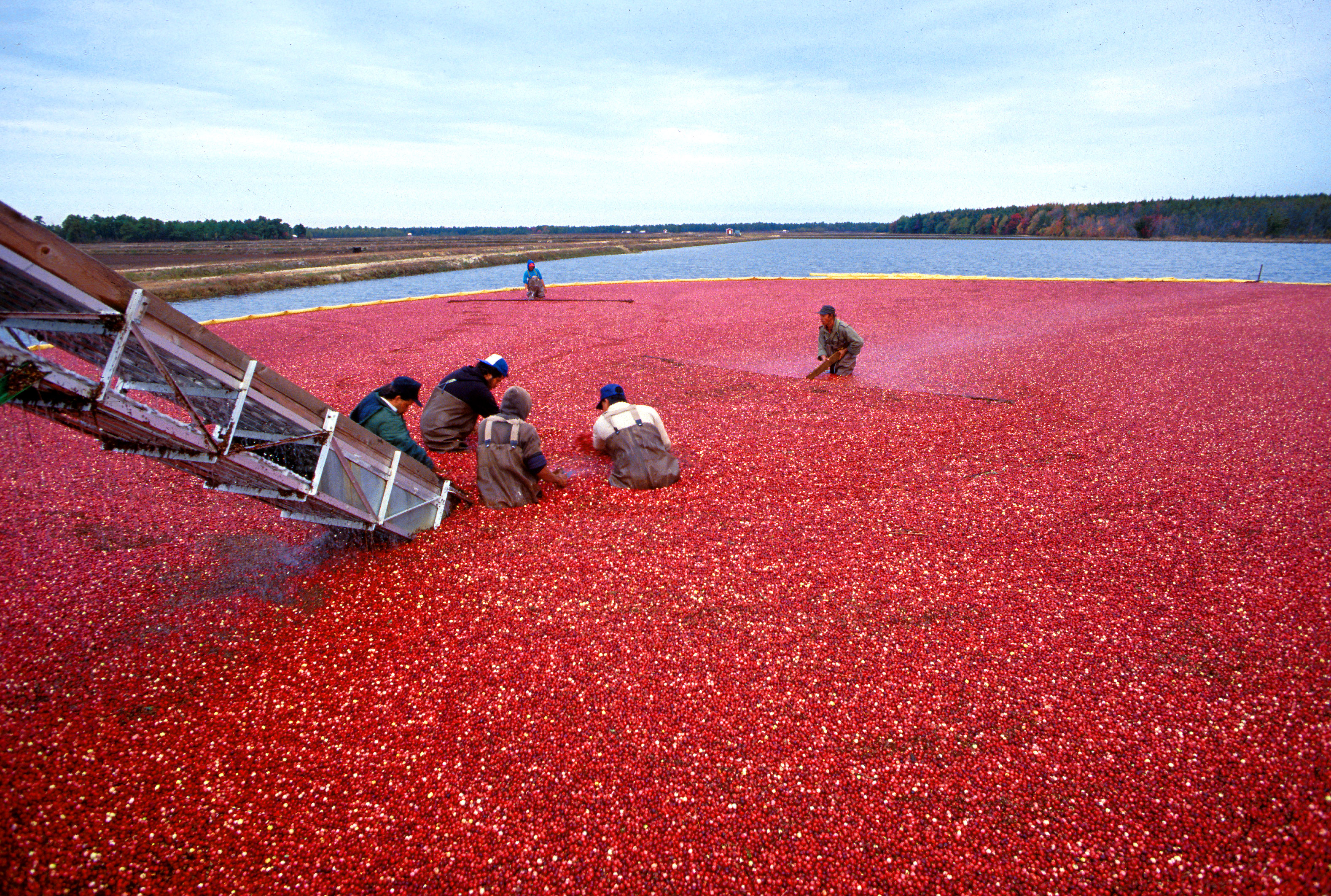
Збирання врожаю журавлини в Нью-Джерсі, США

Початком культури журавлини вважають 1816 р., коли Генрі Холл (штат Массачусетс, США) виявив, що рослини журавлини, випадково засипані піском прилеглих дюн, особливо добре плодоносять, і створив першу примітивну плантацію. Перші промислові плантації були закладені в 1833 р. в околицях Бостона. Зараз найперспективніший для культивування вид — журавлина великоплода. У промислових масштабах ягоду вирощують у США, Канаді, Польщі, Білорусі та скандинавських країнах. У США селекціонерами створено близько 200 сортів журавлини великоплодої.
Розмножується журавлина насінням і живцями. При виборі місця для посадки журавлини необхідно враховувати її біологічні особливості. Оскільки ця рослина світлолюбна, для рясного цвітіння і плодоношення потрібно достатня освітленість. Для нормального росту потрібно дотримувати необхідної міри зволоження, особливо в перший період після посадки. У той же час журавлина не витримує тривалого затоплення в період вегетації. У природних умовах журавлина росте на відносно бідних поживними речовинами ґрунтах, тому і в культурі їй потрібно менше добрив, ніж іншим видам рослин. Журавлина потребує найбільше фосфорних добрив і менше — азотних і калійних. Для нормального розвитку рослин журавлини потрібні кислі (pH 4-5) ґрунти, що містять достатню кількість органічних речовин. На занадто кислих ґрунтах корисно внесення кальцію (вапнування) за умови збереження оптимальної для журавлини кислотності. У зимово-весняний період рослини журавлини можуть бути пошкоджені морозами. У безсніжні зими або ранньою весною, коли сходить сніг, а ґрунт ще замерз, рослини не здатні поглинати воду і страждають від висихання. Найкраще журавлина зимує під природним сніговим покривом. Від осінніх і весняних заморозків її добре захищають солом'яні укриття, ялинові гілки або опале листя.